# Copromyza nigrina
Copromyza nigrina är en tvåvingeart som först beskrevs av Gimmerthal 1847.  Copromyza nigrina ingår i släktet Copromyza och familjen hoppflugor.
Artens utbredningsområde är Lettland. Arten är reproducerande i Sverige. Inga underarter finns listade i Catalogue of Life.